# Dacun
Dacun (大村鄉S, Dàcūn XiāngP) è un comune di Taiwan, situato nella provincia di Taiwan e nella contea di Changhua.